# Municipio de Cane Creek (condado de Logan)
El municipio de Cane Creek (en inglés: Cane Creek Township) es un municipio ubicado en el condado de Logan en el estado estadounidense de Arkansas. En el año 2010 tenía una población de 495 habitantes y una densidad poblacional de 7,24 personas por km².

## Geografía
El municipio de Cane Creek se encuentra ubicado en las coordenadas 35°20′56″N 93°26′26″O / 35.34889, -93.44056. Según la Oficina del Censo de los Estados Unidos, el municipio tiene una superficie total de 68.35 km², de la cual 58,41 km² corresponden a tierra firme y (14,54 %) 9,94 km² es agua.

## Demografía
Según el censo de 2010, había 495 personas residiendo en el municipio de Cane Creek. La densidad de población era de 7,24 hab./km². De los 495 habitantes, el municipio de Cane Creek estaba compuesto por el 96,57 % blancos, el 1,01 % eran amerindios, el 1,01 % eran asiáticos, el 0,2 % eran isleños del Pacífico y el 1,21 % eran de una mezcla de razas. Del total de la población el 0,61 % eran hispanos o latinos de cualquier raza.